# Trnovo (Slowakije)
Trnovo (Hongaars:Tarnó) is een Slowaakse gemeente in de regio Žilina, en maakt deel uit van het district Martin.
Trnovo telt 229 inwoners.